# Атанас Делев
Атанас (Тасе) Делев или Дельов е български революционер, деец на Вътрешната македоно-одринска революционна организация и Вътрешната македонска революционна организация.

## Биография
Атанас Делев е роден в битолското село Смилево, тогава в Османската империя. Завършва пети клас на българската класическа гимназия в Битоля през 1900 година. След това е назначен за учител в демирхисарското село Слепче, където като член на ВМОРО участва и в Илинденско-Преображенското въстание. След потушаването на въстанието е назначен за учител в Бабино, където е секретар на местния комитет на ВМОРО от 1904 година. През 1906 година от турските власти е заловен куриерът Толе Стойков Трайков от Слоещица, пренасящ кореспонденция между Атанас Делев и местния войвода Ташко Арсов. За да не бъде заловен Атанас Делев минава в нелегалност и става секретар в четата на Арсов. Ранен е крака при едно сражение с аскер на 14 август и е изпратен на лечение в Простране при Блажо Майсторот от Слатино. Раната обаче е сериозна и е принуден да се лекува в Битоля, където влиза без да бъде заподозрян предрешен като селянин, но няколко дни по-късно е предаден и арестуван от турските власти. Осъден е на 10 години затвор и му е направена операция във военна болница, а след Младотурската революция от юли 1908 година е амнистиран.
Заминава за София, където му е направена нова операция и му е ампутиран крака. По време на българското управление във Вардарска Македония по време на Първата световна война е чиновник в Битоля. Жени се и живее бедно.
В 1926 година е назначен за главен разузнавач за района на Смилево в Разузнавателната организация на ВМРО..
Дочаква повторното освобождение на Вардарска Македония през 1941 година.
Умира през 1943 година в София.